# Limnaecia anisodesma
Limnaecia anisodesma là một loài bướm đêm thuộc họ Cosmopterigidae. Nó được tìm thấy ở Úc.